# Route nationale 69 (France)
Pour les articles homonymes, voir Route nationale 69.
La route nationale 69 fut, dès qu'on lui attribua ce numéro en 1824, l'une des plus courtes routes nationales de France : une dizaine de kilomètres seulement près de la frontière suisse dans la région de Bâle. Aujourd'hui, elle est déclassée en RD 469. Elle reliait autrefois les communes de Huningue, Saint-Louis, Hégenheim à la frontière suisse vers Allschwil.